# Base de données distribuée
Pour les articles homonymes, voir BDD.

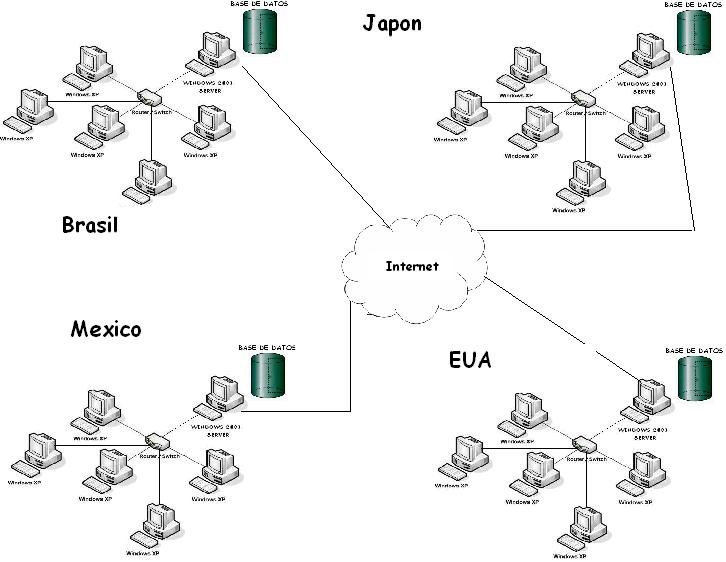
Schéma d'un exemple de base de données distribuée

En informatique, une base de données distribuée ou BDD (en anglais : distributed database) est une base de données dont la gestion est traitée par un réseau d'ordinateurs interconnectés qui stockent des données de manière distribuée. Ce stockage peut être soit partitionné entre différents nœuds du réseau, soit répliqué entièrement sur chacun d'eux, ou soit organisé de façon hybride.